# Donje Selo (Novo Goražde)
Pour les articles homonymes, voir Donje Selo.
Donje Selo (en serbe cyrillique : Доње Село) est un village de Bosnie-Herzégovine. Il est situé dans la municipalité de Novo Goražde et dans la république serbe de Bosnie. Selon les premiers résultats du recensement bosnien de 2013, il ne compte plus aucun habitant.

## Histoire
Depuis la guerre de Bosnie-Herzégovine et à la suite des accords de Dayton, le territoire du village de Donje Selo est partagé entre la municipalité de Goražde, dans la fédération de Bosnie-Herzégovine, et celle de Novo Goražde, dans la république serbe de Bosnie.

## Démographie

### Évolution historique de la population dans la localité
| 1948 | 1953 | 1961 | 1971 | 1981 | 1991 | 2013 |
| ---- | ---- | ---- | ---- | ---- | ---- | ---- |
| -    | -    | 74   | 70   | 63   | 65,  | 0    |

|  |